# تقلید پوشا
تقلید پوشا یا پیروی شناختی (انگلیسی: Cognitive imitation) نوعی تقلید و یادگیری اجتماعی است که از پیروی و الگوبرداری مبتنی بر دیدن شکل می‌گیرد.
تفاوت تقلید پوشا با پیروی جنبشی در آن است که در تقلید پوشا فرد پیرو خود آموزش می‌بیند و خود نیز پیروی می‌کند.